# Мокрсько-Дольне
Мокрсько-Дольне (пол. Mokrsko Dolne) — село в Польщі, у гміні Собкув Єнджейовського повіту Свентокшиського воєводства.
Населення — 253 особи (2011).
У 1975-1998 роках село належало до Келецького воєводства.

## Демографія
Демографічна структура на день 31 березня 2011 року:
|          | Загалом | Допрацездатний вік | Працездатний вік | Постпрацездатний вік |
| -------- | ------- | ------------------ | ---------------- | -------------------- |
| Чоловіки | 130     | 23                 | 88               | 19                   |
| Жінки    | 123     | 24                 | 69               | 30                   |
| Разом    | 253     | 47                 | 157              | 49                   |